# Halichoeres nebulosus
Halichoeres nebulosus là một loài cá biển thuộc chi Halichoeres trong họ Cá bàng chài. Loài này được mô tả lần đầu tiên vào năm 1839.

## Từ nguyên
Tính từ định danh nebulosus trong tiếng Latinh mang nghĩa là "nhiều mây", hàm ý có lẽ đề cập đến các vệt đen mờ từ giữa thân đến cuống đuôi của loài cá này (có lẽ là cá cái vì cá đực có xu hướng mất những vệt đốm này).

## Phạm vi phân bố và môi trường sống
H. nebulosus được phân bố rộng khắp khu vực Ấn Độ Dương - Thái Bình Dương, kể cả Biển Đỏ. Từ bờ biển Đông Phi và Nam Phi, phạm vi của H. nebulosus trải dài về phía đông đến Palau và Vanuatu, ngược lên phía bắc đến vùng biển phía nam Nhật Bản, xa về phía nam đến bờ đông-tây Úc (bao gồm rạn san hô Great Barrier và đảo Lord Howe) và Nouvelle-Calédonie. Ở Việt Nam, H. nebulosus được ghi nhận tại đảo Lý Sơn (Quảng Ngãi) và một số đảo đá ngoài khơi Bình Thuận.
H. nebulosus sống trên rạn viền bờ, bờ đá, các thảm tảo và cỏ biển ở độ sâu đến ít nhất là 40 m.

## Mô tả
H. nebulosus có chiều dài cơ thể lớn nhất được ghi nhận là 12 cm. Màu sắc của H. nebulosus rất giống so với loài Halichoeres margaritaceus. Cá đực trưởng thành có có một vệt cong hình bumerang màu hồng cam trên má giúp phân biệt với H. margaritaceus. Cá cái có một vệt đỏ thắm giữa bụng. Cá con màu xanh lục tươi hoặc lốm lốm các vệt nâu đen, dễ xác định hơn khi ở trong nhóm có cá trưởng thành.
Số gai ở vây lưng: 9; Số tia vây ở vây lưng: 11; Số gai ở vây hậu môn: 3; Số tia vây ở vây hậu môn: 11; Số tia vây ở vây ngực: 14; Số gai ở vây bụng: 1; Số tia vây ở vây bụng: 5; Số vảy đường bên: 27.

## Sinh thái học
Thức ăn của H. nebulosus có thể là các loài thủy sinh không xương sống và thường sống theo từng nhóm nhỏ.
H. nebulosus hầu như không xuất hiện trong các hoạt động buôn bán cá cảnh.